# Amblyeleotris triguttata
Amblyeleotris triguttata е вид лъчеперка от семейство Попчеви (Gobiidae). Видът е незастрашен от изчезване.

## Разпространение и местообитание
Разпространен е в Джибути, Египет, Еритрея, Йемен, Ирак, Иран, Кения, Оман, Саудитска Арабия, Судан и Танзания.
Среща се на дълбочина около 17 m, при температура на водата около 28,3 °C и соленост 36,8 ‰.

## Описание
На дължина достигат до 9 cm.